# Молль, Отто
Отто "Циклоп" Молль (нем. Otto Moll, 4 марта 1915, Хоен Шёнберг, Калькхорст, Германская империя  — 28 мая 1946, Ландсбергская тюрьма) — померанский немец, в рядах СС дослужился до звания гауптшарфюрера. Военный преступник, причастный к осуществлению Холокоста. По личному распоряжению Рудольфа Хёсса 9 мая 1944 года был назначен главным ответственным за все крематории концлагеря Освенцим. Отличался особой жестокостью к заключённым.

## Биография
Отто Молль родился 4 марта 1915 года в районе Хоен Шёнберг, город Калькхорст. Подавал прошение о принятии его в ряды СС, которое было удовлетворено 1 мая 1935 года (билет № 267 670). С этого момента сразу был направлен для несения службы в тюремной системе Третьего рейха и вскоре стал членом команды концлагеря Заксенхаузен. В мае 1941 года был направлен для дальнейшего несения службы в концлагерь Освенцим, где и оставался до января 1945 года. На новом месте он был коммандофюрером мастерской, возглавлял Службу занятости заключенных и был ответственен за печи для кремации лагеря Аушвиц II (Биркенау). Себе в подчинённые он набирал исключительно членов зондеркоманд. 
Характеризовался, как один из самых жестоких сотрудников концлагеря наряду с такими, как Франц Хесслер, Ганс Аумайер, Эрих Мюсфельдт и другими. Молль был ответственен за ликвидацию венгерских евреев. 9 мая 1944 года приказом оберштурмбанфюрера СС Рудольфа Хёсса был назначен главным ответственным за все крематории концлагеря Освенцим. Согласно расследованию историка Джереми Диксона (англ. Jeremy Dixon) о деятельности Отто Молля, последний был настоящим садистом. По его приказам обнаженных женщин ставили перед кострами, где горели тела мёртвых заключенных, а он стрелял женщинам в живот и пытался угадать, от чего последние умрут быстрее: от падения в костёр или пулевых ранений. Однажды, после того, как увидел на пленнике золотое кольцо — лично отобрал его, облил владельца горючим и поджёг. Развлекался тем, что подвешивал заключённых за руки и стрелял в них из оружия. Согласно ещё одному из свидетельств о садизме Молля, была информация о том, что он отобрал у матери малолетнего ребёнка, бросил его в одну из траншей, где жгли тела убитых, и наблюдал, пока тот не сгорел заживо. Отто Молль был захвачен в плен американскими военными и предстал перед военным судом по делу сотрудников концлагеря Дахау, где он был приговорён к смертной казни через повешение 13 декабря 1945 года. Приговор был приведён в исполнение 28 мая 1946 года в Ландсбергской тюрьме.